# Крбљине
Крбљине су насељено мјесто у општини Калиновик, Република Српска, БиХ. Према попису становништва из 1991. у насељу је живјело 16 становника. Према попису становништва из 2013. у насељу је живјело 6 становника.

## Географија
Село се налази на сјевероисточним падинама планине Трескавице.

## Историја
Крбљине су биле од значаја током Другог свјетског рата. Ту су се одвијала ратна збивања везана за партизане.
Ту се налази једна од некропола средњовијековних стећака.

## Становништво
Према попису становништва из 1991. године, мјесто је имало 16 становника.
| Националност | 1991. |
| Срби         | 15    |
| Хрвати       | 1     |
| Укупно       |       |

| Демографија | Демографија | Демографија |
| Година      | Становника  | Становника  |
| ----------- | ----------- | ----------- |
| 1961.       | 155         |             |
| 1971.       | 82          |             |
| 1981.       | 17          |             |
| 1991.       | 19          |             |
| 2013.       | 6           |             |